# Rolling Stone
|  | Aquest article tracta sobre la revista de música. Si cerqueu el grup de rock, vegeu «The Rolling Stones». |

Rolling Stone és una revista mensual estatunidenca dedicada a la música, la cultura i la cultura popular. Va ser fundada a San Francisco el 1967 per Jann Wenner (sempre en roman l'editor) i el crític de música Ralph J. Gleason.
La revista va ser coneguda inicialment per la seva cobertura de música rock i reportatges polítics de Hunter S. Thompson. A la dècada del 1990, la revista va ampliar i va canviar el seu enfocament cap a un públic més jove interessat en programes de televisió orientats a joves, actors de cinema i música popular. Des de llavors ha tornat a la seva barreja tradicional de contingut, que inclou música, entreteniment i política.
La primera revista es va publicar el 1967 i tenia John Lennon a la portada, i després es va publicar cada dues setmanes. És coneguda per la seva fotografia provocativa i les seves fotos de portada, amb músics, polítics, atletes i actors. A més de la seva versió impresa als Estats Units, publica contingut a través de Rollingstone.com i nombroses edicions internacionals.
La revista va experimentar un ràpid ascens durant la dècada del 1970, seguit d'una forta caiguda cap a una crisi financera al segle XXI, que va portar Jann Wenner a vendre el 49% de la revista a BandLab Technologies el 2016 i el 51% a Penske Media Corporation (PMC) el 2017. PMC finalment va adquirir la participació del 49% de BandLab Technologies el 2019, donant-li la plena propietat de la revista.

## Història

### 1967-1979: Fundació
Rolling Stone va ser fundada a San Francisco el 1967 per Jann Wenner i Ralph J. Gleason . Per pagar les despeses d'instal·lació, Wenner va demanar prestats 7.500 dòlars ( equivalent to $71,000 el 2024 [ 8 ] ) de la seva família i dels pares de la seva futura esposa, Jane Schindelheim. El primer número es va publicar el 9 de novembre de 1967 i presentava John Lennon vestit per a la pel·lícula How I Won the War a la portada. Era en format de diari amb un article principal sobre el Festival Internacional de Pop de Monterey . El preu de portada era de 25 cèntims (equivalent a 2,27 dòlars el 2023) i es publicava cada dues setmanes.
En el primer número, Wenner va explicar el títol i la missió de la revista:
| « | Probablement us preguntareu què intentem fer. És difícil de dir: una mena de revista i una mena de diari. El nom és Rolling Stone, que prové d'una antiga dita: "Pedra que roda no recull molsa". Muddy Waters va fer servir el nom per a una cançó que va escriure. Els Rolling Stones van prendre el seu nom de la cançó de Muddy. Like a Rolling Stone era el títol del primer disc de rock and roll de Bob Dylan. Hem començat una nova publicació que reflecteix el que veiem que són els canvis en el rock and roll i els canvis relacionats amb el rock and roll. | » |

Alguns autors han atribuït el nom únicament al senzill d'èxit de Dylan: "A suggeriment de [Ralph] Gleason, Wenner va posar el nom d'una cançó de Bob Dylan a la seva revista".
Inicialment, Rolling Stone es va identificar i va informar sobre la contracultura hippie de l'època. Tanmateix, es va distanciar dels diaris underground de l'època, com ara el Berkeley Barb, adoptant estàndards periodístics més tradicionals i evitant la política radical de la premsa underground. A la primera edició, Wenner va escriure que Rolling Stone "no tracta només de la música, sinó de les coses i actituds que la música abraça". En un article del 2017 per a celebrar el 50è aniversari de la publicació, David Browne va afirmar que el nom de la revista era un homenatge als Rolling Stones i va afegir que tenia a veure amb "Rollin' Stone" i "Like a Rolling Stone".
L'eslògan de llarga durada de la revista, "Totes les notícies que encaixen" (All the news that fits), el va crear la col·laboradora, gerent i editora ocasional Susan Lydon. El va extreure d'un número del Dia dels Innocents del Columbia Daily Spectator que publicava "Totes les notícies que encaixen les imprimim", una paròdia de l'eslògan del New York Times, " Totes les notícies que són aptes per imprimir ". La primera aparició de la rúbrica va ser el 1969.
A la dècada del 1970, Rolling Stone va començar a deixar empremta amb la seva cobertura política, amb personalitats com el periodista gonzo Hunter S. Thompson escrivint per a la secció política de la revista. Thompson va publicar per primera vegada la seva obra més famosa, Fear and Loathing in Las Vegas (1971), a les pàgines de Rolling Stone, on va romandre com a editor col·laborador fins a la seva mort el 2005. A la dècada del 1970, la revista també va ajudar a llançar les carreres de molts autors destacats, com ara Cameron Crowe, Lester Bangs, Joe Klein, Joe Eszterhas, Ben Fong-Torres, Patti Smith i PJ O'Rourke. Va ser en aquest moment que la revista va publicar algunes de les seves històries més famoses. El número del 21 de gener de 1970 va tractar el Concert Gratuït d'Altamont i l'assassinat de Meredith Hunter, que va guanyar un premi de Periodisme Especialitzat als National Magazine Awards el 1971. Més tard, el 1970, Rolling Stone va publicar un article de 30.000 paraules sobre Charles Manson fet per David Dalton i David Felton, que va incorporar la seva entrevista amb Manson quan era a la presó del comtat de Los Angeles a l'espera de judici, que va fer guanyar a Rolling Stone el seu primer Premi Nacional. Quatre anys més tard, també van cobrir l'odissea del segrest de Patty Hearst. Un entrevistador, parlant en nom de molts dels seus companys, va dir que havia comprat el seu primer exemplar de la revista en arribar al campus universitari, en el que va qualificar com un "ritu de pas".
El 1972, Wenner va assignar a Tom Wolfe la cobertura del llançament de l'última missió lunar de la NASA, l'Apollo 17. Va publicar una sèrie de quatre parts el 1973 titulada "Post-Orbital Remorse", sobre la depressió que experimentaven alguns astronautes després d'haver estat a l'espai. Després de la sèrie, Wolfe va començar a investigar tot el programa espacial, en el que es va convertir en un projecte de set anys del qual va aprofitar per escriure The Painted Word (1975), un llibre sobre art, i per completar Mauve Gloves & Madmen, Clutter & Vine (1976), una col·lecció de peces més curtes i finalment The Right Stuff (1979).
La revista va començar a publicar les fotografies d'Annie Leibovitz el 1970. El 1973, es va convertir en la seva fotògrafa en cap, i les seves imatges van aparèixer en més de 140 portades. Rolling Stone va contractar escriptors de revistes musicals més petites, com ara Paul Nelson de Sing Out!, que va esdevenir editor de crítiques de discos del 1978 al 1983, i Dave Marsh de Creem. El 1977, la revista va traslladar la seva seu de San Francisco a la ciutat de Nova York . L'editora Jann Wenner va dir que San Francisco s'havia convertit en "un recer cultural".

### 1980-1999: Canvi a revista d'entreteniment
Kurt Loder es va incorporar a Rolling Stone el maig de 1979 i hi va passar nou anys, inclòs els que hi va estar com a editor. Timothy White s'hi va incorporar com a escriptor de Crawdaddy i David Fricke des de Musician. Tom Wolfe va escriure a Wenner per proposar-li una idea extreta de Charles Dickens i William Makepeace Thackeray : serialitzar una novel·la. Wenner va oferir a Wolfe uns 200.000 dòlars per serialitzar la seva obra. La freqüent pressió dels terminis va donar a Wolfe la motivació que buscava, i des del juliol de 1984 fins a l'agost de 1985 va publicar una nova entrega a cada número quinzenal de Rolling Stone . Més tard, a Wolfe no li va agradar el resultat del que va qualificar com a "primer esborrany de la seva obra" i va revisar-ho a fons, fins i tot canviant el seu protagonista, Sherman McCoy, i la va publicar com a The Bonfire of the Vanities el 1987.
Rolling Stone era coneguda per la seva cobertura musical i pels reportatges polítics de Thompson i, el 1985, van contractar una agència de publicitat per reorientar la seva imatge sota la sèrie "Percepció/Realitat", comparant els símbols dels anys seixanta amb els dels anys vuitanta, cosa que va comportar un augment dels ingressos i les pàgines publicitàries. També va passar a ser a una revista més d'entreteniment als anys vuitanta. Encara tenia la música com a tema principal, però va començar a augmentar la seva cobertura de celebritats, pel·lícules i cultura pop. També va començar a publicar el seu "Hot Issue" anual. A la dècada de 1990, la revista va canviar el seu format per atraure uns lectors més joves interessats en programes de televisió orientats a joves, actors de cinema i música popular. Això va provocar les crítiques dels qui esgrimien que la revista emfatitzava l'estil per sobre de la substància.

### 2000-2015: Expansió

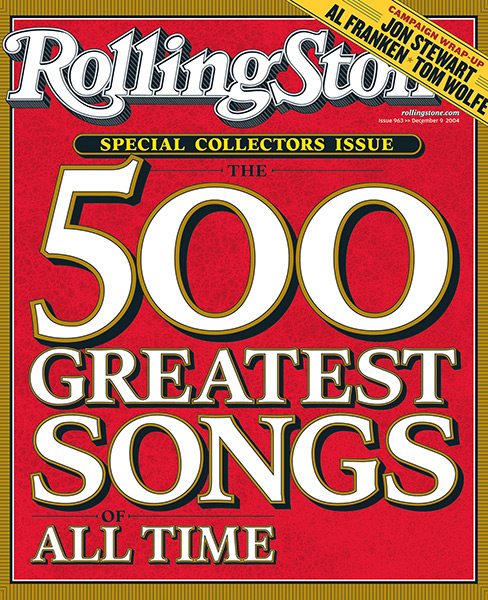
Portada de Rolling Stone del 2004

Després d'anys de disminució del nombre de lectors, la revista va experimentar un ressorgiment important d'interès i rellevància amb el treball de dos joves periodistes a finals dels anys 2000, Michael Hastings i Matt Taibbi. Rob Sheffield també s'hi va incorporar des de Spin. El 2005, Dana Leslie Fields, exeditora de Rolling Stone, que havia treballat a la revista durant 17 anys, va ser una de les primeres persones a entrar al Saló de la Fama de la revista. El 2009, Taibbi va publicar una aclamada sèrie d'informes mordaços sobre la crisi financera de l'època. Va descriure Goldman Sachs com "un gran calamar vampir".
El desembre de 2009, Los Angeles Times va informar que els propietaris de la revista Rolling Stone tenien previst obrir un restaurant Rolling Stone al Hollywood & Highland Center de Hollywood a la primavera del 2010. L'expectativa era que el restaurant pogués convertir-se en el primer d'una cadena nacional si tenia èxit. A partir del novembre de 2010, l'obertura del restaurant estava prevista per al desembre de 2010. El 2011, el restaurant estava obert per dinar i sopar, un espai que també incloïa una discoteca pels caps de setmana. El restaurant va tancar el febrer de 2013.
Els titulars més importants van arribar a finals de juny de 2010. Rolling Stone va causar una controvèrsia a la Casa Blanca en publicar al número de juliol un article del periodista Michael Hastings titulat "El general fugitiu", citant crítiques del general Stanley A. McChrystal, comandant de la Força Internacional d'Assistència per a la Seguretat i comandant de les Forces dels Estats Units a l'Afganistan, sobre el vicepresident Joe Biden i altres membres de l'administració de la Casa Blanca. McChrystal va dimitir del seu càrrec poc després que les seves declaracions es fessin públiques. El 2010, Taibbi va documentar accions il·legals i fraudulentes per part de bancs als tribunals d'execució hipotecària, després de viatjar a Jacksonville, Florida, i assistir a audiències a la sala del tribunal. El seu article, "Invasió dels lladres de cases", també va documentar intents del jutge d'intimidar un propietari que lluitava contra l'execució hipotecària i l'advocat Taibbi l'havia acompanyat al tribunal.
El gener de 2012, la revista va publicar fragments exclusius del llibre de Hastings just abans de la seva publicació. El llibre, The Operators: The Wild and Terrifying Inside Story of America's War in Afghanistan (Els operadors: la història salvatge i terrorífica de la guerra d'Amèrica a l'Afganistan), va oferir una mirada molt més àmplia a McChrystal i a la cultura dels militars nord-americans d'alt rang i a com es veuen involucrats en aquestes guerres. El llibre va arribar a la llista de més venuts d'Amazon.com en les primeres 48 hores del seu llançament i va rebre crítiques generalment favorables. Glenn Greenwald, a la revista Salon, el va descriure com a "magnífic", "valent" i "revelador". El 2012, Taibbi, a través de la seva cobertura de l'escàndol del líbor, va emergir com a expert en aquest tema, cosa que va portar a aparicions als mitjans de comunicació fora de Rolling Stone. El 9 de novembre de 2012, la revista va publicar la seva primera secció en castellà sobre música i cultura llatina, en el número del 22 de novembre.

### 2016-present: Canvi de propietat
El setembre de 2016, Advertising Age va informar que Wenner estava en procés de vendre una participació del 49% de la revista a una empresa de Singapur anomenada BandLab Technologies . El nou inversor no tenia cap participació directa en el contingut editorial de la revista.
El setembre de 2017, Wenner Media va anunciar que el 51% restant de la revista Rolling Stone estava a la venda. El desembre de 2017, Penske Media va adquirir la participació restant de Wenner Media. Es va convertir en una revista mensual a partir del número de juliol de 2018. El 31 de gener de 2019, Penske va adquirir la participació del 49% de BandLab a Rolling Stone, obtenint la plena propietat de la revista.
El gener de 2021 es va llançar una edició xinesa de la revista, mentre que el setembre de 2021, Rolling Stone va llançar una edició específica per al Regne Unit juntament amb l'editorial de la revista Attitude, Stream Publishing. La nova revista britànica Rolling Stone es va llançar en un mercat que ja incloïa títols com Mojo i la revista musical mensual Uncut de BandLab Technologies. El primer número tenia tres estrelles de portada a escollir (inclosos els artistes musicals Bastille i Sam Fender, així com l'actor de No Time To Die, Lashana Lynch), i la revista va passar a ser bimensual.
El febrer de 2022, Rolling Stone va anunciar l'adquisició de Life Is Beautiful, dient: "Els esdeveniments en directe són una part integral del futur de Rolling Stone".
El 2023, Rolling Stone va ser nominada al seu primer premi Emmy en la categoria "Outstanding Interactive Media" per la seva investigació sobre "The DJ and the War Crimes". L'article també va guanyar un National Magazine Award de disseny digital i un Overseas Press Club Award. El desembre de 2023, Rolling Stone va recollir cinc National Arts & Entertainment Journalism Awards, quatre Front Page Awards i un premi Deadline Club.

## Llistes
L'any 2000, Rolling Stone començà a publicar unes quantes llistes a manera de classificació dels millors discs, cançons i altres ítems:
- 2003 Llista dels 500 millors discos segons Rolling Stone
- 2003 Llista dels 100 guitarristes més grans de tots els temps segons Rolling Stone
- 2004 Llista de les 500 millors cançons de tots els temps segons Rolling Stone
- 2004 Llista dels 50 moments que van canviar el Rock and Roll
- 1991 Llista de les 100 millors portades d'àlbum

## Edicions internacionals
- Espanya, editada per Progressa des de 1999, amb articles locals i traduccions
- Amèrica Llatina: És publicada des de 1997 per l'empresa argentina Publirevistas S.A. (La Nació) per a l'Argentina, Bolívia, Paraguai i Uruguai, i a Bogotà per a Colòmbia, Veneçuela, Equador, Perú i Panamà
- Xile: És publicada per El Mercuri
- Mèxic: Editada a Mèxic D.F.
- Austràlia: Des de 1969
- Brasil: des d'octubre de 2006 publicada per Spring Publicaçoes
- Xina
- Alemanya: des de 1994 és publicada per AS Young Mediahouse
- Itàlia: publicada des de 2003, primer per IXO Publishing i en l'actualitat per Editrice Quadratum
- Rússia:Rolling Stone es publica per Izdatelskiy Dom SPN des de 2004
- Turquia: publicada des de juny de 2006 per GD Gazete Dergi